# Éden-Concert (Paris)
L'Éden-Concert est une ancienne salle de spectacle parisienne située au 17 boulevard de Sébastopol.

## Historique
Vers 1880, Eugène Castellano, ancien directeur du théâtre du Châtelet, fonde boulevard de Sébastopol, dans un local occupé auparavant par un bazar, un café-concert auquel il donne le nom d'Éden-Concert. Castellano meurt d'une attaque de goutte en février 1882. Sa veuve, Mme Castellano-Saint-Ange, lui succède avec bonheur, et y fait fortune.

## Troupe
- 1887-1888 : Mmes Gabrielle Ghalon, Peyrali, Pauline Brévannes, Dattigny, Diony, V. Ben, Mariette Chevalier, Tylda, Jane Alban. MM Albin, Villé, Limat, Darvel, Régiane[3], L. Chevalier, Maréchal et Polin[4],[5].

## Galerie

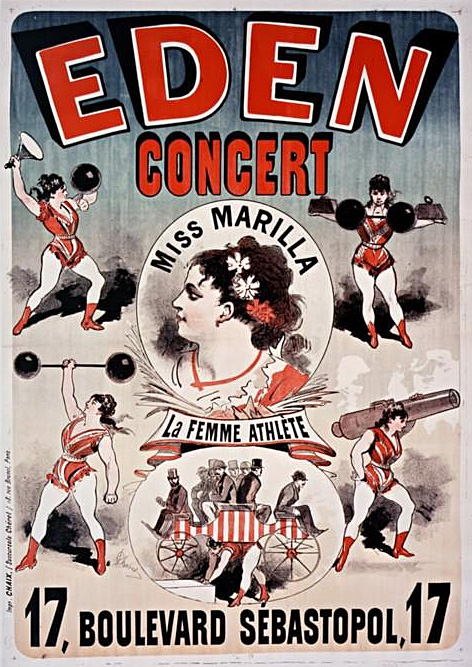
Affiche pour Miss Marilla, la femme athlète (1881)
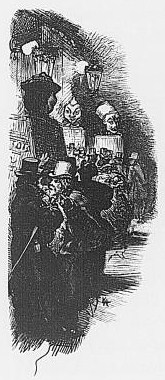
Entrée de la salle décorée avec des magots chinois